# Ruppertshofen, Rhein-Lahn
Ruppertshofen là một đô thị ở huyện Rhein-Lahn, bang Rheinland-Pfalz, in phía tây nước Đức.